# Miss Monde 2003
Miss Monde 2003, est la 53e élection de Miss Monde, qui s'est déroulée le 6 décembre 2003 au Crown of Beauty Theatre de Sanya en Chine. 
106 pays et territoires ont participé à l'élection. Pour la première fois dans l'histoire de Miss Monde, la Chine organise le concours. 
La lauréate, Rosanna Davison, Miss Irlande 2003, succède à la turque Azra Akin, Miss Monde 2002. Elle est la première irlandaise à remporter le titre de Miss Monde.

## Résultats
| Résultat Final  | Candidates |
| --------------- | --- |
| Miss Monde 2003 | - Irlande - Rosanna Diane Davison |
| 1re dauphine    | - Canada - Nazanin Afshin-Jam |
| 2e dauphine     | - Chine - Guan Qi |
| Top 5           | - Inde - Ami Vashi - Philippines - Maria Rafaela Yunon |
| Top 20          | - Éthiopie - Hayat Ahmed - Venezuela - Valentina Patruno - Australie - Olivia Stratton - Liban - Marie-José Hnein - Jamaïque - Jade Fulford - Suisse - Bianca Sissing - Géorgie - Irina Onashvili - Norvège - Elisabeth Wathne - Pérou - Claudia Hernández - Trinité-et-Tobago - Madeleine Walcott - Nouvelle-Zélande - Melanie Paul - Porto Rico - Joyceline Montero - République dominicaine - María Vargas - Grèce - Vasiliki Tsekoura - Bolivie - Helen Aponte |

## Reines de beauté des continents
| Continent      | Candidate                       |
| -------------- | ------------------------------- |
| Afrique        | Éthiopie - Hayat Ahmed          |
| Amérique       | Canada - Nazanin Afshin-Jam     |
| Asie & Océanie | Chine - Guan Qi                 |
| Caraïbes       | Jamaïque - Jade Fulford         |
| Europe         | Irlande - Rosanna Diane Davison |

## Candidates
- Afrique du Sud - Cindy Nell
- Albanie - Denisa Kola
- Allemagne - Babette Konau
- Andorre - María José Girol
- Angleterre - Jacqueline Turner
- Angola - Celma Katia Carlos
- Antigua-et-Barbuda - Anne-Marie Browne
- Argentine - Grisel Hitoff
- Aruba - Nathalie Biermanns
- Australie - Olivia Stratton
- Bahamas - Shantell de Hall
- Barbade - Raquel Wilkinson
- Biélorussie - Volha Nevdakh
- Belgique - Julie Taton
- Belize - Dalila Vanzie
- Bolivie - Helen Aponte
- Bosnie-Herzégovine - Irna Smaka
- Botswana - Boingotlo Motlalekgosi
- Brésil - Lara Brito
- Bulgarie - Rajna Naldzhieva
- Canada - Nazanin Afshin-Jam
- Chili - Alejandra Soler
- Chine - Guan Qi
- Colombie - Claudia Molina
- Corée - Park Ji-yea
- Costa Rica - Shirley Álvarez
- Croatie - Aleksandra Grdic
- Curaçao - Angeline da Silva Goes
- Chypre - Stella Stylianou
- Danemark - Maj Buchholtz Pedersen
- Écosse - Nicci Jolly
- Équateur - Mayra Rentería
- Espagne - María Teresa Martín
- Estonie - Kriistina Gabor
- Éthiopie - Hayat Ahmed
- Finlande - Katri Johanna Hynninen
- France - Virginie Dubois
- Géorgie - Irina Onashvili
- Gibraltar - Kim Marie Falzun
- Grèce - Vasiliki Tsekoura
- Guadeloupe - Lauranza doliman
- Guatemala - Dulce María Duarte
- Guyana - Alexis Glasgow
- Hong Kong - Rabee'a Yeung
- Hongrie - Eszter Tóth
- Îles Caïmans - Nichelle Welcome
- Îles Mariannes du Nord - Kimberly Castro
- Inde - Ami Vashi
- Irlande - Rosanna Davison
- Irlande du Nord - Diana Sayers
- Islande - Regína Jónsdóttir
- Israël - Miri Levy
- Italie - Silvia Cannas
- Jamaïque - Jade Fulford
- Japon - Kaoru Nishide
- Kazakhstan - Saoule Jounosova
- Kenya - Janet Kibugu
- Lettonie - Irina Askolska
- Liban - Marie-José Hnein
- Lesotho - Makuena Lepolesa
- Lituanie - Vaida Grikšaitė
- Macédoine - Marija Vasik
- Malaisie - Wong Sze Zen
- Malte - Rachel Xuereb
- Maurice - Marie Aimee Bergicourt
- Mexique - Erika Honstein
- Moldavie - Elena Danilciuc
- Namibie - Petrina Thomas
- Népal - Priti Sitoula
- Nicaragua - Hailey Britton Brooks
- Nigeria - Celia Bissong
- Norvège - Elisabeth Wathne
- Nouvelle-Zélande - Melanie Paul
- Ouganda - Aysha Nassanga
- Panama - Ivy Ruth Ortega
- Paraguay - Karina Buttner
- Pays-Bas - Sanne de Regt
- Pays de Galles - Imogen Thomas
- Pérou - Claudia Hernández
- Philippines - Maria Rafaela Yunon
- Pologne - Karolina Gorazda
- Portugal - Vanessa Job
- Porto Rico - Joyceline Montero
- Roumanie - Patricia Filomena Chifor
- Russie - Svetlana Goreva
- Serbie-et-Monténégro - Bojana Vujađinović
- Singapour - Corine Kanmani
- Slovaquie - Adriana Pospíšilová
- Slovénie - Tina Zajc
- Sri Lanka - Sachini Stanley
- Swaziland - Thembelihle Zwane
- République dominicaine - María Eugenia Vargas
- République tchèque - Lucie Váchová
- Suède - Ida Söfringsgärd
- Suisse - Bianca Sissing
- Tanzanie - Sylvia Bahame
- Thaïlande - Janejira Keardprasop
- Trinité-et-Tobago - Madeleine Walcott
- Turquie - Tuğba Karaca
- Ukraine - Ilona Yakovleva
- Uruguay - Natalia Rodriguez
- USA - Kimberly Harlan
- Venezuela - Valentina Patruno
- Viêt Nam - Nguyễn Đình Thụy Quân
- Zambie - Cynthia Kanema
- Zimbabwe - Phoebe Monjane

## Déroulement de la cérémonie
Le début de la cérémonie commence dès l'arrivée d'hommes pratiquant les arts martiaux, suivi des candidates vêtues d'un qipao, robe traditionnelle chinoise. 
Après une danse traditionnelle interprétée par des danseuses chinoises, les candidates défilent ensuite en robe de soirée. 
Phil Keoghan et Amanda Byram annoncent les lauréates des compétitions préliminaires. Dans l'ordre tel qu'il a été cité, Miss Irlande est élue Miss Beach Beauty, Miss Canada en tant que Miss Sports, Miss Bolivie en tant que Miss Personnalité, Miss Géorgie en tant que Miss Talent ainsi que Miss Australie en tant que People's Choice.
Les 20 demi-finalistes sont par la suite annoncées.
Les 5 finalistes sont ensuite annoncées. Cette année-là, trois candidates viennent d'Asie et deux viennent d'Amérique et d'Europe : Maria Rafaela Yunon des Philippines, Ami Vashi d'Inde, Guan Qi de Chine, Nazanin Afshin-Jam du Canada et Rosanna Davison d'Irlande.
À la fin, la Chine se place en 3e place, le Canada en 2e place et l'Irlande a remporté sa première couronne grâce à sa représentante, Rosanna Davison. Cette dernière est la fille du chanteur britannico-irlandais Chris de Burgh. 

### Prix attribués
- Best World Dress Designer :  Pérou - Claudia Hernández
- Bourse d'études de Miss Monde :  Albanie - Denisa Kola

## Challenge Events

### Miss Beach Beauty
Le jury de cette compétition était composé de Donna Derby, Wilnelia Merced, Julia Morley, Liu Zhankun et Ken Warwick.
- Gagnante: Rosanna Davison ( Irlande)
- 1re dauphine: Bianca Sissing ( Suisse)
- 2e dauphine: Helen Aponte ( Bolivie)
- Top 10: Julie Taton ( Belgique), Hayat Ahmed ( Éthiopie), Jade Fulford ( Jamaïque), Melanie Paul ( Nouvelle-Zélande), Maria Rafaela Yunon ( Philippines), Karolina Gorazda ( Pologne), Natalia Rodríguez ( Uruguay)

### Miss Sports
- Gagnante: Nazanin Afshin-Jam ( Canada)
- 1re dauphine: Lucie Vachova ( République tchèque)
- 2e dauphine: Patricia Filomena Chifor ( Roumanie)

### Miss Personnalité
- Gagnante: Helen Aponte ( Bolivie)
- 1re dauphine: Racquel Wilkinson ( Barbade)
- 2e dauphine: Anne-Marie Browne ( Antigua-et-Barbuda)

### Miss Talent
- Gagnante: Irina Onashvili ( Géorgie)
- 1re dauphine: Joyceline Montero ( Porto Rico)
- 2e dauphine: Kriistina Gabor ( Estonie)
- Top 21: Anne-Marie Browne ( Antigua-et-Barbuda), Grisel Hitoff ( Argentine), Nathalie Biermans ( Aruba), Boingotlo Motlalekgosi ( Botswana), Nazanin Afshin-Jam ( Canada), Quan Qi ( Chine), Claudia Molina ( Colombie), Lucie Vachova ( République tchèque), Maria Eugenia Vargas ( République dominicaine), Hayat Ahmed ( Éthiopie), Ami Vashi ( Inde), Rosanna Davison ( Irlande), Park Ji-yea ( Corée), Irina Askolska ( Lettonie), Vaida Griksaite ( Lituanie), Marija Vašik ( Macédoine), Kimberly Castro ( Îles Mariannes du Nord), Valentina Patruno ( Venezuela)

### People's Choice
- Gagnante: Olivia Stratton ( Australie)

## Observations